# فالي مانور أديتين (فيرجينيا الغربية)
فالي مانور أديتين (بالإنجليزية: Valley Manor Addition, West Virginia)‏ هي منطقة سكنية تقع في الولايات المتحدة في مقاطعة وود.  يقدر عدد سكانها   وترتفع عن سطح البحر 202.08 متر.